# 賈言忠
賈言忠（?—?），唐朝河南洛阳人。
贾言忠形貌魁梧，事奉母亲以孝著称，补任万年主簿。护役蓬莱宫，有人说他苛刻，唐高宗当廷诘问，贾言忠详细辩驳，唐高宗对他另眼看待，擢升为监察御史。乾封年间为侍御史。
当时唐朝征伐辽东高句丽，贾言忠奉使前去运送军粮，回京后，唐高宗以军情问他，贾言忠奏上山川地势，陈奏辽东可平。他说：“高丽必克。昔日先帝问罪，之所以不得志，是因为敌虏内部没有矛盾。谚语说：‘军无媒，中道回’。现在泉男生兄弟不和，为我向导，敌虏的情况，我军尽知，将帅尽忠士卒尽力，臣于是说必克。《高丽祕记》上说：‘不及九百年，当有八十大将灭之。’高氏从汉朝时建国，到如今九百年，李勣年近八十。敌虏连年饥荒，人们互相掠夺贩卖，又有地震，狼狐入城，老鼠在门上打洞，人心畏惧，这次出征后就不用再用兵了。”高宗大喜。又问诸将优劣，贾言忠说：“李勣是先帝旧臣，陛下非常了解。庞同善虽非斗将，但是持军严整。薛仁貴勇冠三军，名可振敌。高侃节俭朴素，忠果有谋。契苾何力沉毅持重，有统御之才，但是颇有妒忌他人超过自己的毛病。诸将夙夜小心，忘身忧国，没有人比得上李勣。”高宗非常同意。
贾言忠转任吏部员外郎。李敬玄兼吏部尚书，贾言忠和他关系不和。吏部侍郎裴行俭和李敬玄也有矛盾，贾言忠与考功员外郎杜易簡根据裴行俭的意思，上封事陈奏李敬玄的罪状。唐高宗讨厌他们交结朋党，贬杜易简为开州司马，贬贾言忠为邵州司马。后来贾言忠得罪了武懿宗，下狱差点死去，再贬建州司户参军，去世。其子贾曾。